# Talbert Shumba
Talbert Tanunurwa Shumba (12 maggio 1990) è un calciatore zimbabwese, portiere del Triangle United e della nazionale zimbabwese.

## Carriera

### Nazionale
Debutta con la nazionale zimbabwese il 7 giugno 2019 scendendo in campo nel match di Coppa COSAFA vinto ai rigori contro il Lesotho.
Nel 2021 viene convocato per la Coppa delle nazioni africane 2021.

## Statistiche
Statistiche aggiornate al 30 dicembre 2021.

### Cronologia presenze e reti in nazionale
| Cronologia completa delle presenze e delle reti in nazionale ― Zimbabwe | Cronologia completa delle presenze e delle reti in nazionale ― Zimbabwe | Cronologia completa delle presenze e delle reti in nazionale ― Zimbabwe | Cronologia completa delle presenze e delle reti in nazionale ― Zimbabwe | Cronologia completa delle presenze e delle reti in nazionale ― Zimbabwe | Cronologia completa delle presenze e delle reti in nazionale ― Zimbabwe | Cronologia completa delle presenze e delle reti in nazionale ― Zimbabwe | Cronologia completa delle presenze e delle reti in nazionale ― Zimbabwe |
| Data                                                                    | Città                                                                   | In casa                                                                 | Risultato                                                               | Ospiti                                                                  | Competizione                                                            | Reti                                                                    | Note                                                                    |
| ----------------------------------------------------------------------- | ----------------------------------------------------------------------- | ----------------------------------------------------------------------- | ----------------------------------------------------------------------- | ----------------------------------------------------------------------- | ----------------------------------------------------------------------- | ----------------------------------------------------------------------- | ----------------------------------------------------------------------- |
| 7-6-2019                                                                | Durban                                                                  | Lesotho                                                                 | 1 – 2 dts (4 - 5 dtr)                                                   | Zimbabwe                                                                | COSAFA Cup 2019 - Finale 3º posto                                       | -                                                                       | 64’ 120’                                                                |
| 29-7-2019                                                               | Centre de Flacq                                                         | Mauritius                                                               | 0 – 4                                                                   | Zimbabwe                                                                | Qual. CHAN 2020                                                         | -                                                                       |                                                                         |
| 11-10-2020                                                              | Blantyre                                                                | Malawi                                                                  | 0 – 0                                                                   | Zimbabwe                                                                | Amichevole                                                              | -                                                                       |                                                                         |
| 12-11-2020                                                              | Algeri                                                                  | Algeria                                                                 | 3 – 1                                                                   | Zimbabwe                                                                | Qual. Coppa d'Africa 2021                                               | -                                                                       | 46’                                                                     |
| 16-11-2020                                                              | Harare                                                                  | Zimbabwe                                                                | 2 – 2                                                                   | Algeria                                                                 | Qual. Coppa d'Africa 2021                                               | -                                                                       |                                                                         |
| 25-3-2021                                                               | Francistown                                                             | Botswana                                                                | 0 – 1                                                                   | Zimbabwe                                                                | Qual. Coppa d'Africa 2021                                               | -                                                                       |                                                                         |
| 3-9-2021                                                                | Harare                                                                  | Zimbabwe                                                                | 0 – 0                                                                   | Sudafrica                                                               | Qual. Mondiali 2022                                                     | -                                                                       |                                                                         |
| 7-9-2021                                                                | Bahar Dar                                                               | Etiopia                                                                 | 1 – 0                                                                   | Zimbabwe                                                                | Qual. Mondiali 2022                                                     | -                                                                       | 72’                                                                     |
| 12-10-2021                                                              | Harare                                                                  | Zimbabwe                                                                | 0 – 1                                                                   | Ghana                                                                   | Qual. Mondiali 2022                                                     | -                                                                       |                                                                         |
| Totale                                                                  |                                                                         | Presenze                                                                | 9                                                                       |                                                                         | Reti                                                                    | 0                                                                       |                                                                         |

## Palmarès

### Club

#### Competizioni nazionali
- Premier Soccer League (Zimbabwe): 1

Dynamos: 2011